# True Colours
True Colours är den walesiska drum and bass artisten High Contrasts debutalbum. Det gavs ut den 28 oktober 2002 på skivbolaget Hospital Records Skiva ett är omixad, den andra är en mix som innehåller de flesta av första skivans låtar plus ytterligare två.

## Låtlista

### Skiva ett
1. "Return of Forever" – 8:19
2. "Music Is Everything" – 7:29
3. "True Colors" – 6:08
4. "Global Love" – 6:11
5. "Expose" – 6:20
6. "Passion" – 5:48
7. "Make It Tonight" – 6:25
8. "Remember When" – 7:17
9. "Savoir Faire" – 6:10
10. "Fools Gold" – 6:46
11. "Mermaid Scar" – 7:23.

### Skiva två
1. "Music Is Everything – 4:27"
2. "Global Love – 2:13"
3. "Savoir Faire – 2:57"
4. "Suddenly – 2:57"
5. "Remember When – 3:41"
6. "Passion – 2:13"
7. "True Colors – 5:21"
8. "Mermaid Scar – 4:54"
9. "Return Of Forever – 7:01"
10. "Expose – 3:53"
11. "Full Intention – 5:55"
12. "Make It Tonight – 6:36"